# NGC 3906
NGC 3906 ist eine Balken-Spiralgalaxie im Sternbild Großer Bär am Nordsternhimmel. Sie ist schätzungsweise 45 Millionen Lichtjahre von der Milchstraße entfernt und hat einen Durchmesser von etwa 25.000 Lichtjahren. Die Galaxie ist Teil des Ursa-Major-Galaxienhaufens und Mitglied der NGC 4051-Gruppe (LGG 269).

Im selben Himmelsareal befinden sich u. a. die Galaxien NGC 3893, NGC 3896, NGC 3928.
Das Objekt wurde am 9. März 1788 von dem Astronomen William Herschel mit einem 18,7-Zoll-Spiegelteleskop entdeckt.